# Рассел Алан Міттермеєр
Рассел Алан Міттермеєр (англ. Russell Alan Mittermeier; нар. 8 листопада 1949) — американський герпетолог та приматолог. Автор зоологічних таксонів.

## Біографія
Батьки Рассела Міттермеєра Френсіс Ксав'єр і Берта Міттермейер були німцями, які емігрували до Нью-Йорка. Він народився 8 листопада 1949 року у Бронксі. У 1971 році закінчив Дартмутський коледж зі ступенем бакалавра мистецтв, у 1973 році у Гарварді отримав магістра мистецтв, а у 1977 році ступінь кандидата наук з біологічної антропології .
Протягом 30 років він проводив польові дослідження на трьох континентах і здійснив експедиції до більш ніж 20 країн, зокрема до Бразилії, Суринаму та Мадагаскару.
Робота Міттермеєра зосереджена на вивченні приматів і черепах, охоронних територій та інших аспектах охорони природи. Він вважається фахівцем з біорізноманіття, збереження екосистем, тропічної біології та збереження видів. Міттермеєр був президентом Міжнародного товариства збереження природи з 1989 року по 2005 роки. Крім того, з 1977 року він був головою команди фахівців з приматів Комісії з виживання видів МСОП. З 1978 по 1989 роки очолював програму збереження приматів WWF. У 1987 році він став членом Ліннейського товариства Нью-Йорка. У 1988—1989 роках він очолював Робочу групу з біорізноманіття у Світовому банку, З 1995 року він є президентом Фонду біорізноманіття Марго Марша, який здійснює охорону природи у всьому світі.
Рассел Алан Міттермеєр відкрив кілька нових видів приматів, в тому числі Cercocebus sanjei, Mico mauesi та у 2010 році новий, ще неописаний вид мадагаскарських лемурів роду Phaner. Він написав кілька науково-популярних та наукових книг, і написав понад 300 наукових статей. З 2009 року він є головним редактором 9-томної книжкової серії «Посібник ссавців світу», який публікується іспанським видавництвом Lynx Edicions.
У 2016 році Міттермеєр обраний членом Американської академії мистецтв і наук.
Рассел Міттермаєр описав 14 нових видів тварин (три види черепах, чотири лемурів, один вид африканських мавп та шість амазонських мавп).

## Нагороди та вшанування
У 1988 році Міттермайєр отримав золоту медаль від зоопарку Сан-Дієго. У 1995 році принцом Бернхардом Нідерландським нагороджений орденом Золотого ковчегу. У 1997 році отримав орден Південного Хреста від президента Бразилії. Президент Суринаму присудив йому у 1998 році Великий Саш і Орден Жовтої Зірки. У 1998 році він був включений до списку «Екогерої планети» журналу Time. У 2004 році отримав премію Альдо Леопольда Американського товариства маммологів.
На честь Рассела Міттермаєра названо декілька видів тварин: 
- мадагаскарський лемур Microcebus mittermeieri
- мадагаскарський лемур Lepilemur mittermeieri.
- амазонська мавпа Pithecia mittermeieri
- ящірка Anolis williamsmittermeierorum
- жаба Atelopus mittermeieri